# Raszyn (Poznań)

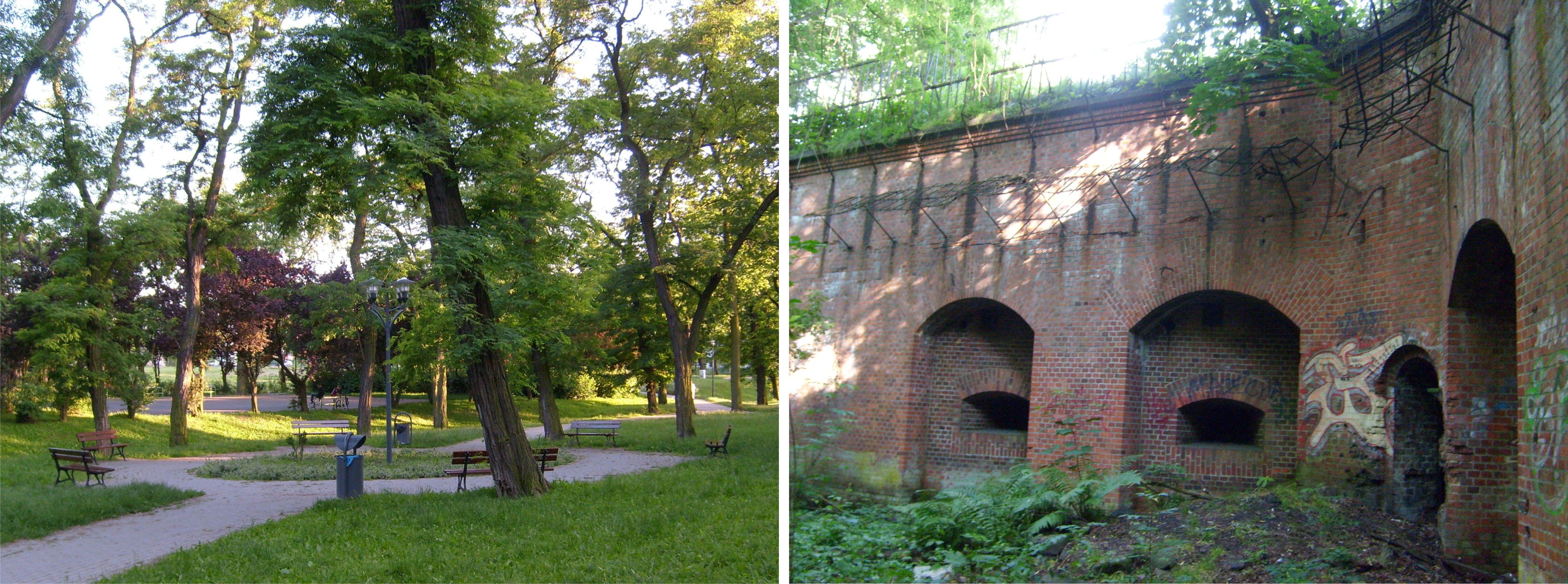
2. Park Raszyński, 3. Fort pruski VIIIa

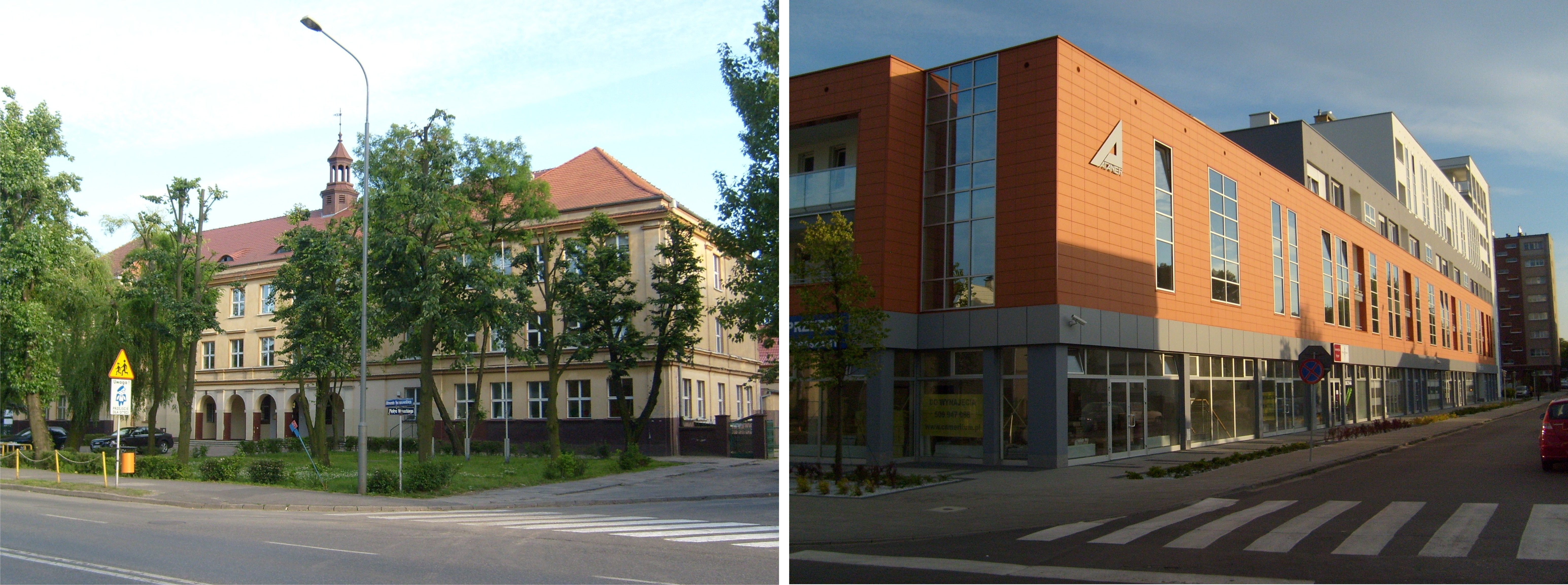
4. International School of Poznań, 5. Nowy budynek przy ul. Rynarzewskiej

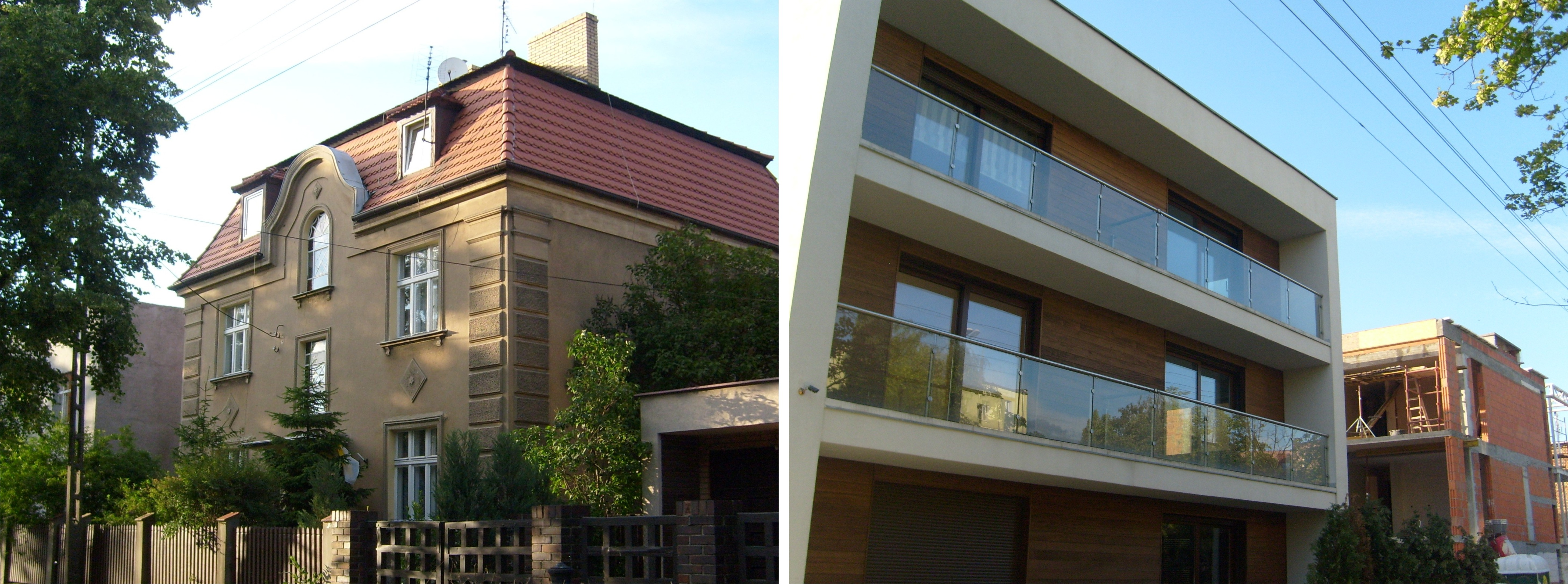
6. Stara willa przy ul. P. Ściegiennego, 7. Nowe wille przy ul. Promienistej

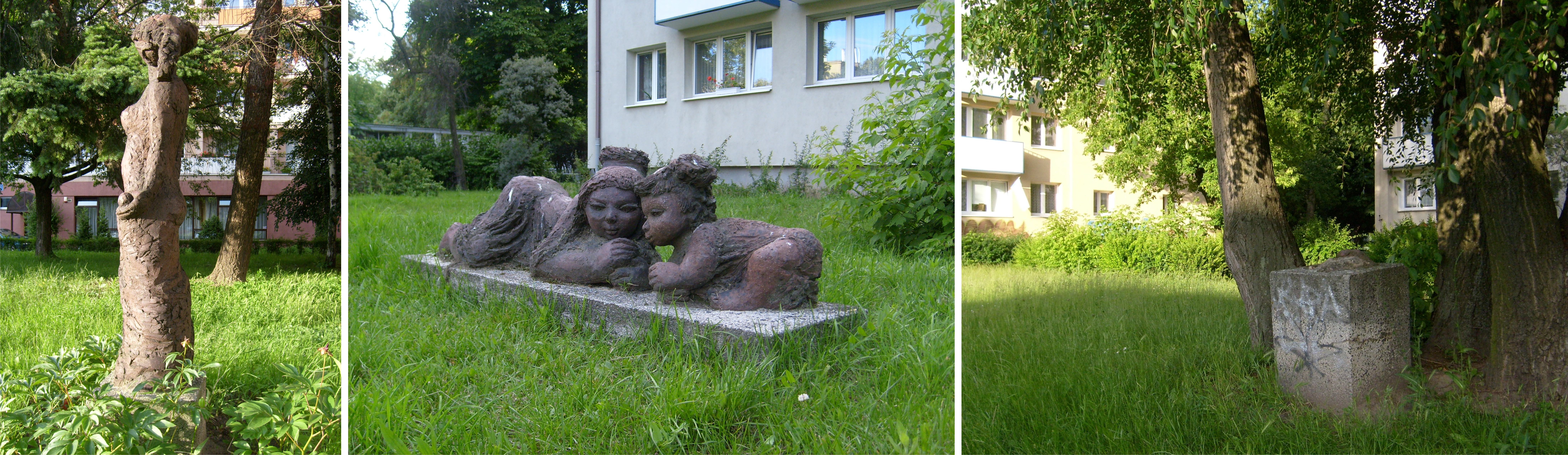
Rzeźby wśród zabudowy blokowej: 8. Rynarzewska/Sciegiennego, 9. Raszyńska, 10. Kłuszyńska/Promienista (zniszczona)

Raszyn – część Poznania i jednocześnie obszar Systemu Informacji Miejskiej leżący na obszarze jednostki pomocniczej Osiedle Grunwald Południe.

## Położenie
Według Systemu Informacji Miejskiej Raszyn jako jednostka obszarowa znajduje się w granicach:
- od wschodu: ulica Palacza od Grunwaldzkiej do Arciszewskiego;
- od południa: ulica Arciszewskiego północnym skrajem w kierunku parku ks. Józefa Jasińskiego;
- od zachodu: zachodnią granicą parku ks. Józefa Jasińskiego do, ulicą Jugosłowiańską i południową stroną Smardzewskiej – wyłączając bloki mieszkalne na osiedlu Mikołaja Kopernika – dalej ulicą Jawornicką do Grunwaldzkiej;
- od północy: ulicą Grunwaldzką.

## Architektura
Osiedle mieszkaniowe zabudowane willowo w części północnej, natomiast w części południowej w większości budynkami wielorodzinnymi z lat 1960–1963 na 700 mieszkań (tzw. Raszyn I), według projektu Mirosławy Dworzańskiej, Bogdana Celichowskiego i Wojciecha Kasprzyckiego. Na terenie parku znajduje się jeden z elementów zabytkowych zabudowań fortyfikacyjnych Twierdzy Poznań – Fort VIIIa (stanowi on jądro parku ks. Jasińskiego).

## Historia
Początki i intensywny rozwój zabudowy mieszkaniowej tej części miasta związane były z poszerzeniem obszaru Poznania w latach 20. i 30. XX wieku. Wówczas wytyczono nową siatkę ulic na terytorium pomiędzy Górczynem a tzw. Szosą Grunwaldzką. Kolejny etap rozwoju miał miejsce w latach 60. W 1975 roku rozpoczęto budowę nowego osiedla mieszkaniowego w południowej części Raszyna nazwanego im. Mikołaja Kopernika.
W latach 1954–1990 Raszyn należał do dzielnicy Grunwald.
W 1999 r. utworzono jednostkę pomocniczą miasta Osiedle Kopernika-Raszyn. Po reorganizacji struktur jednostek pomocniczych miasta Poznania Raszyn włączono w większe osiedle Grunwald Południe.

## Komunikacja
Przez Raszyn przebiegają linie autobusowe: 145, 150, 163, 164, 169, 179, 182, 191 i 193. W planach jest budowa linii tramwajowej wzdłuż ulic: Arciszewskiego i Pogodnej z pętlą końcową na os. im. Mikołaja Kopernika.

## Ulice
Część nazw ulic nawiązuje do miejsc bitew stoczonych między oddziałami polskimi a siłami państw obcych z różnych okresów historii Polski:
- Kargowska – obrona Kargowej (1793),
- Kłuszyńska – Bitwa pod Kłuszynem (1610),
- Listopadowa – Powstanie listopadowe (1830),
- Olszynka – Bitwa o Olszynkę Grochowską (1831),
- Orszańska – Bitwa pod Orszą (1514),
- Racławicka – Bitwa pod Racławicami (1794)
- Raszyńska – Bitwa pod Raszynem (1809),
- Rynarzewska – Bitwa o Rynarzewo (1919),
- Wawerska – I bitwa pod Wawrem i II bitwa pod Wawrem (1831),
- Wolska – obrona Woli (1831)
- Zdziechowska – Bitwa pod Zdziechową (1918).

## Oświata
Przy ul. E. Taczanowskiego od 1 września 2005 r. działa pierwsza w mieście szkoła kształcąca dzieci różnych narodowości – "International School of Poznan".
- Szkoła Podstawowa nr 80 im. Kornela Makuszyńskiego (ul. Pogodna 84)
- Społeczna Szkoła Podstawowa i Społeczne Liceum Ogólnokształcące nr 1 im. św. Urszuli Ledóchowskiej (ul. Grunwaldzka 154)
- XI Liceum Ogólnokształcące im. Jadwigi i Wacława Zembrzuskich (ul. P. Ściegiennego 134)
- Zespół Szkół Budowlano-Drzewnych i XXVIII Liceum Ogólnokształcące im. Bolesława Chrobrego (ul. Raszyńska 48)
- Zespół Szkół Budowlanych im. Rogera Sławskiego (ul. Grunwaldzka 152)
- International School of Poznan (ul. E. Taczanowskiego 18)
- Poznańskie Centrum Edukacji Ustawicznej i Praktycznej (ul. Jawornicka 1)
- Wyższa Szkoła Zdrowia, Urody i Edukacji w Poznaniu (ul. Brzeźnicka 3)
- Przedszkole Publiczne Fabryka Fantazji (ul. Kłuszyńska 19)[5]